# Shen Yue
Shen Yue (chinês: 沈月, pinyin: Chén Yuē; nascida em 27 de fevereiro de 1997), é uma atriz chinesa. Ela é conhecida por seu papel principal na websérie A Love So Beautiful, e também retratou a liderança feminina na série de televisão Meteor Garden 2018, que a impulsionou para a fama na Ásia.

## Filmografia

### Séries de televisão
| Ano  | Título em inglês        | Título chinês      | Papel           |
| ---- | ----------------------- | ------------------ | --------------- |
| 2017 | Autumn Harvest Uprising | 秋收起义           | Zeng Zhi        |
| 2017 | Let's Shake It          | 颤抖吧，阿部！     | Xiao Yue        |
| 2017 | A Love So Beautiful     | 致我们单纯的小美好 | Chen Xiaoxi     |
| 2018 | Meteor Garden 2018      | 流星花园           | Dong Shancai    |
| 2019 | Another Me              | 七月与安生         | An Sheng        |
| 2020 | Count Your Lucky Stars  | 我好喜欢你         | Tong Xiaoyou    |
| 2021 | Use For My Talent       | 我亲爱的小洁癖     | Shi Shuang Jiao |
| 2021 | The Yin Yang Master     | 待神令             | Kagura          |
| 2021 | Be Yourself             | 机智的上半场       | Xia LangLang    |